# Óliver Torres
Óliver Torres Muñoz (Navalmoral de la Mata, 1994. december 17. — ) spanyol korosztályos válogatott labdarúgó, a Sevilla FC középpályása.

## Pályafutása

### Klubcsapatokban
2008 nyarán 13 évesen csatlakozott az Atlético Madrid csapatához, az utánpótlásban 4 évig haladt, amíg be nem nevezte Diego Simeone a nagycsapatba.
2012. április végén a Real Betis és a Málaga CF elleni meccsen, Diego Simeone behívta tartalék cserének, de nem kapott játéklehetőséget.
A 2012–13-as szezon nyitómérkőzésén csereként debütált a Levante UD elleni vendégbeli összecsapáson, a 46. percben Adrián Lópezt váltotta.
2019 nyarán leszerződött a spanyol Sevilla FC-vel.

## Sikerei, díjai
- Atlético de Madrid:
  - La Liga: 2013-14
  - Copa del Rey: 2012-13

- Porto:
  - Primeira Liga: 2017-18
  - Portugál szuperkupa: 2018

- Sevilla:
  - Európa-liga (2): 2019–20, 2022–23

- Spanyolország U19:
  - U19-es labdarúgó-Európa-bajnokság: 2012